# Escut de Miravet

Escut oficial de Miravet

L'escut oficial de Miravet té el següent blasonament:
Escut caironat: de gules, un riu en forma de faixa ondada d'argent sostenint un castell d'argent tancat de sable, i acompanyat a la punta d'una creu de Malta (d'argent). Per timbre una corona mural de vila.

## Història
Va ser aprovat el 26 de juliol de 1988.
L'imponent castell de Miravet, dalt d'un cingle sobre l'Ebre, fou conquerit als musulmans el 1153 per Ramon Berenguer IV, qui el va donar als cavallers templers, els quals l'instituïren com a centre de la comanda de Miravet. La comanda va passar als cavallers hospitalers de Sant Joan de Jerusalem arran de l'extinció de l'orde del Temple. L'escut, doncs, representa el castell de la vila damunt l'Ebre i la creu dels templers.